# 百済王南典
百済王 南典（くだらのこにきし なんてん）は、飛鳥時代から奈良時代にかけての公卿。贈外小紫・百済王昌成の子。官位は従三位・播磨按察使。

## 経歴
持統天皇5年（691年）正月に祖父・百済王善光らと共に、天皇から優（賑わしくする物）を与えられた（このときは无位）。
持統天皇10年（696年）直大肆（従五位上相当）に叙せられる。和銅元年（708年）備前守に任ぜられ（当時の位階は従四位下）、備前守在任中の和銅6年（713年）には備前介・上毛野堅身と共に上申して、備前国から内陸部（英田郡・勝田郡・苫田郡・久米郡・真島郡・大庭郡）の六郡を分割して美作国を成立させた。和銅8年（715年）従四位上。
元正朝では養老5年（721年）播磨按察使、養老7年（723年）正四位下に叙任されている。
聖武朝では老臣として、天平7年（735年）正四位上、天平9年（737年）従三位に叙せられて公卿に列している。没年は明らかでないが、天平宝字2年（758年）迄には薨じたという。また、大阪府枚方市にあった百済寺は南典を弔うために没後百済王敬福または明信によって創建されたという説がある。

## 官歴
- 持統天皇10年（696年） 正月11日：直大肆
- 時期不詳：従四位下
- 和銅元年（708年） 3月13日：備前守
- 和銅8年（715年） 正月10日：従四位上
- 養老5年（721年） 6月26日：播磨按察使
- 養老7年（723年） 正月10日：正四位下
- 天平7年（735年） 4月23日：正四位上
- 天平9年（737年） 9月28日[6]：従三位

## 系譜
- 父：百済王昌成
- 母：不詳